# Luis R. Zarama
Luis Rafael Zarama Pasqualetto  (nacido el 28 de noviembre de 1958) es un prelado estadounidense que nació en Colombia y que se ha desempeñado como obispo de la Diócesis de Raleigh en Carolina del Norte desde 2017.  Anteriormente se desempeñó como obispo auxiliar de la Arquidiócesis de Atlanta de 2009 a 2017.
Zarama es el primer obispo hispano y latino de la Diócesis de Raleigh.  También es el primer obispo de Raleigh nacido fuera de los Estados Unidos y el primer colombiano en dirigir una diócesis católica en los Estados Unidos.

## Temprana edad y educación
Luis Rafael Zarama Pasqualetto nació en Pasto, Nariño, Colombia, el mayor de los seis hijos de Rafael Zarama y María Pasqualetto de Zarama.  Zarama asistió al seminario de Pasto y a la Universidad Mariana, donde estudió filosofía y teología de 1982 a 1987.  Inició sus estudios de derecho canónico en la Pontificia Universidad Javeriana de Bogotá en 1987 y obtuvo su licenciatura en 1991.  A mediados de la década de 1980, mientras asistía al seminario, Zarama también enseñó en las escuelas secundarias locales.

## Ordenación y ministerio
Al emigrar a los Estados Unidos en 1989, Zarama fue ordenado sacerdote por la Arquidiócesis de Atlanta el 27 de noviembre de 1993.
Zarama se desempeñó como vicario parroquial en la Parroquia del Sagrado Corazón en Atlanta hasta 1996.  De 1996 a 2006, fue administrador de la Misión St. Helena en Clayton, Georgia y el primer párroco hispano de la Parroquia St. Mark en Clarkesville, Georgia.  Se convirtió en ciudadano estadounidense el 4 de julio de 2000 y dijo: "Estoy feliz aquí, elijo estar aquí y siento que soy parte del sistema como ciudadano".  Dentro de la Corte de Apelaciones de la Provincia Eclesiástica de Atlanta, ha sido abogado (1993-1997).
Zarama fue nombrado subdirector de la Oficina de Vocaciones en 2000 y vicario general en 2006.  También fue miembro del Comité para la Educación Continua de los Sacerdotes y de la Junta de Personal Sacerdotal.  En 2007, Zarama fue elevado al rango de Capellán de Su Santidad.  Además de sus deberes como vicario general, se convirtió en vicario judicial en 2008 y se desempeñó como delegado del arzobispo ante la comunidad hispana del norte de Georgia.

## Obispo auxiliar de Atlanta
El 27 de julio de 2009, Zarama fue nombrado obispo auxiliar de Atlanta y obispo titular de Bararus por el Papa Benedicto XVI.   Recibió su consagración episcopal el 29 de septiembre de 2009, de manos del entonces Arzobispo Wilton Gregory en la Catedral de Cristo Rey en Atlanta.  Zarama siguió siendo vicario general y vicario judaico de la arquidiócesis.
Zarama presidió la misa dominical y pronunció la homilía en la Conferencia de Jóvenes de Steubenville Atlanta en 2016.

## Obispo de Raleigh
El 5 de julio de 2017, el Papa Francisco nombró a Zarama como obispo de la Diócesis de Raleigh.  Fue instalado el 29 de agosto de 2017 en la Catedral del Santo Nombre de Jesús en Raleigh.
El 5 de septiembre de 2017, Zarama emitió un comunicado en respuesta a la decisión del presidente de los Estados Unidos, Donald Trump, de poner fin a la Acción Diferida para los Llegados en la Infancia (DACA) en la que pedía una reforma migratoria integral.
El 13 de agosto de 2018, Zarama respondió a la renuncia del cardenal Theodore McCarrick, quien supuestamente abusó sexualmente de menores.  Zarama dijo que oraría por la iglesia, para que el liderazgo de la iglesia sea renovado y transformado, y por valor para tomar las medidas necesarias para acabar con el abuso clerical.  También compartió una declaración hecha por el arzobispo Gregory Zarama hizo otra declaración el 17 de agosto de 2018 con respecto al escándalo de abuso sexual en Pensilvania, calificando las revelaciones de "tristes" y "vergonzosas".  Expresó su apoyo a los objetivos de la Conferencia de Obispos Católicos de los Estados Unidos de investigar, informar y resolver las cuentas recientes de abuso sexual y para que la Iglesia lo haga con la participación de un nivel más alto de los laicos.  Pidió a los católicos que sigan orando por todas las víctimas de abusos, afirmando que son la prioridad de la Iglesia.
El 12 de marzo de 2020, Zarama eliminó oficialmente a la obligación de asistir a la misa dominical en toda la diócesis durante la pandemia de COVID-19.  El 14 de marzo de 2020, Zarama canceló todas las misas de fin de semana en la Diócesis hasta nuevo aviso y ordenó a todas las escuelas católicas de la diócesis que cumplieran con la orden ejecutiva del gobernador Roy Cooper de cerrar todas las escuelas en Carolina del Norte por un mínimo de dos semanas.  El 16 de marzo, Zarama suspendió oficialmente todas las misas, entre semana y fines de semana, en toda la Diócesis.

## Escudo de armas
En un campo azul se muestra un galón dorado extra ancho (amarillo).  Este dispositivo da la ilusión de dos montañas; una dorada y otra azul. La montaña de oro (el galón) está cargada con una dispersión (semé) de cruces rojas para representar a Pasto en Colombia".  La montaña inferior (parte del campo azul) tiene una cabeza de león dorada para representar a San Marcos, quien es el patrón titular de la parroquia en Clarkesville, Georgia, en una montaña, donde Zarama sirvió como párroco.  Sobre el galón hay una rosa dorada para Teresa del Niño Jesús, también conocida como "La pequeña flor", y un lirio plateado (blanco) para San José, que es el santo patrón de Zarama.  Zarama eligió como lema episcopal la frase latina Deus Caritas Est (Dios es amor), título de una encíclica del Papa Benedicto XVI .
La realización se completa con los ornamentos exteriores que son una cruz procesional episcopal de oro, que se coloca al dorso y se extiende por encima y por debajo del escudo, y el sombrero galero, con sus seis borlas, en tres filas, a ambos lados del escudo, todo en verde.  Estas son las insignias heráldicas de un obispo.